# Havasgyógyteksesty
Teksety, románul: Tecșești, falu Romániában, Erdélyben, Fehér megyében.

## Fekvése
Tövistől északnyugatra fekvő település.

## Története
Teksesty nevét 1909-ben említette először oklevél Teksesty néven.
1913-ban Havasgyógy-Teksesty Havasgyógy (Dealu Geoagiului) tartozéka volt, 1956 körül vált külön 176 lakossal..
1966-ban 153, 1977-ben 125, 1992-ben 69, 2002-ben 66 román lakosa volt.